# Ángela Pumariega
Ángela Pumariega Menéndez (* 12. November 1984 in Gijón) ist eine spanische Seglerin.

## Erfolge
Ángela Pumariega nahm an den Olympischen Spielen 2012 in London mit Sofía Toro als Crewmitglied von Rudergängerin Támara Echegoyen in der Bootsklasse Elliott 6m teil. In der im Match Race ausgetragenen Regatta qualifizierte sich das spanische Boot als Dritter der Gruppenphase für das Viertelfinale. Nach einem Sieg gegen Frankreich wurde auch das russische Boot im Halbfinale geschlagen, ehe man im Finale mit 3:2 gegen die Australierinnen gewann, sodass Pumariega, Toro und Echegoyen Olympiasiegerinnen wurden. Bereits im Jahr zuvor wurde Pumariega im Elliott Europameisterin. Nach den Spielen wechselte sie in die Bootsklasse 470er.